# Paramontana mayana
Paramontana mayana é uma espécie de gastrópode do gênero Paramontana, pertencente a família Raphitomidae.